# Nabitan
Nabitan ist ein synthetisches Analogon von Tetrahydrocannabinol (Dronabinol) und zählt damit zu den Cannabinoiden.

## Wirkungen
Nabitan hat antiemetische und analgetische Wirkungen durch die Aktivierung der Cannabinoid-Rezeptoren CB1 und CB2. Im Tierexperiment reduziert es den Augeninnendruck und stellt damit einen Wirkstoff gegen grünen Star dar. Entwickelt wurde die Verbindung als Schmerzmittel und als Beruhigungsmittel, jedoch nicht für klinische Anwendungen. Vorteilhaft ist die für ein Cannabinoid recht hohe Wasserlöslichkeit. 
Nabitan hat bis heute keine Bedeutung als Arzneistoff, da Dronabinol oder Nabilon wirksamer sind. Es hat ausschließlich Bedeutung als eine von vielen Testsubstanzen in der Wirkstoffsuche von Cannabinoiden.